# عروس إعادة التنشيط
عروس إعادة التنشيط بالانكليزية Bride of Re-Animator هو فيلم خيال علمي ورعب أمريكي اصدر عام 1990م أخرج من قبلبريان يوزنا و كتب من قبل يوزنا، ريك فراي ووودي كيث.
هوارد فيليبس لافكرافت كتب القصة الاصلية، معنونة باسم هربرت ويست المعيد إلى الحياة.
عروس إعادة التنشيط هو تتمة لفيلم ستيوارت جوردونإعادة التنشيط 1985 و اتبع بفيلم ليوزنا وراء إعادة التنشيط عام 2003؛ الاجزاء الثلاث يشكلون سلسلة اعادة التنشيط.
1. ↑  وصلة مرجع: http://www.imdb.com/title/tt0099180/. الوصول: 8 أبريل 2016.
2. 1 2  "قاعدة بيانات الأفلام على الإنترنت" (بالإنجليزية). Retrieved 2022-04-28.
3. ↑  "RE-ANIMATOR II (18)". المجلس البريطاني لتصنيف الأفلام. 13 يونيو 1990. مؤرشف من الأصل في 2017-08-15. اطلع عليه بتاريخ 2013-01-01.

'''''

## وصلات خارجية
- عروس إعادة التنشيط على موقع IMDb (الإنجليزية)
- عروس إعادة التنشيط على موقع ميتاكريتيك (الإنجليزية)
- عروس إعادة التنشيط على موقع روتن توميتوز (الإنجليزية)
- عروس إعادة التنشيط على موقع نتفليكس (الإنجليزية)
- عروس إعادة التنشيط على موقع ألو سيني (الفرنسية)
- عروس إعادة التنشيط على موقع Turner Classic Movies (الإنجليزية)
- عروس إعادة التنشيط على موقع أول موفي (الإنجليزية)
- عروس إعادة التنشيط على موقع فيلمافينيتي (الإسبانية)
- عروس إعادة التنشيط على موقع قاعدة بيانات الأفلام السويدية (السويدية)
- عروس إعادة التنشيط على موقع قاعدة بيانات الفيلم (الإنجليزية)